# Гольдин, Юрий Александрович
Юрий Александрович Гольдин (род. 15 апреля 1962, Ленинград) — российский кинорежиссёр, сценарист и продюсер.

## Биография
Родился в Ленинграде 15 апреля 1962 года. В 1984 году окончил Ленинградский Горный институт им. Плеханова по специальности «Технология и техника разведки месторождений полезных ископаемых». С 1984 по 1987 год работал в геологоразведочных экспедициях на Кольском полуострове, в Якутии, на Камчатке.
В 1991 году снял телевизионный фильм «За брызгами алмазных струй» (приз на внеконкурсном показе Международного фестиваля телевизионных фильмов «Пост-Монтре».
В 1992 году окончил режиссёрский факультет Высшего театрального училища им. Щукина.
1992—1994 год — режиссёр-постановщик телерадиокомпании «Останкино». 
1994—1998 год — режиссёр-постановщик телекомпании «REN TV».
1996—1998 год — генеральный продюсер продюсерской компании «Движение точки».
1997—1998 год — генеральный директор телекомпании «Слободка».
1998—2006 год — главный режиссёр телеканала «Культура».
С 2007 года — генеральный продюсер телекомпании «Центр телевизионного искусства».
В 2012 году снял цикл фильмов «Тёмное царство» по четырём пьесам Александра Островского: «Банкрот, или Свои люди — сочтемся», «Лес», «Бешеные деньги» и «Таланты и поклонники».
Жена — актриса Татьяна Кузнецова.

## Фильмография
- 2000 — Чёрная комната
- 2000 — Траектория бабочки
- 2001 — Дама в очках, с ружьём, в автомобиле
- 2003 — Театральный роман
- 2012 — Тёмное царство (телевизионный фильм по пьесам Островского[3]

## Театральные работы
- 1991 год — «Пушкинский дом» — Высшее Театральное училище им. Щукина (преддипломный спектакль)
- 1992 год — «Золотой человек» — Санкт-Петербургский государственный молодёжный театр (дипломный спектакль)
- 2016 год — «Невостребованный прах», М. Барановский — театр «Маленький», Израиль[4]
- 2019 год — «Русская Рулетка» М. Барановский — Камерный Театр. Ярославль

## Награды и номинации
- 2004 — номинация на премию «Золотой орёл» за лучший телефильм или мини-сериал (до 10 серий включительно) («Театральный роман»)
- 2013 — IV фестиваль «Дубль дв@» (проводится «Российской газетой») — приз зрительских симпатий[5]